# Gryon leptoglossi
Gryon leptoglossi är en stekelart som beskrevs av G. Mineo och Virgilio Caleca 1987. Gryon leptoglossi ingår i släktet Gryon, och familjen Scelionidae. Inga underarter finns listade i Catalogue of Life.